# Herwig Blankertz
Herwig Blankertz (* 22. September 1927 in Lüdenscheid; † 26. August 1983 in Münster) war ein deutscher Pädagoge. Er war Professor für Wirtschaftspädagogik an der Freien Universität Berlin und Professor für Pädagogik und Philosophie an der Westfälischen Wilhelms-Universität Münster.

## Leben
Nach seiner Rückkehr aus dem Zweiten Weltkrieg war Herwig Blankertz zunächst als Bauhilfsarbeiter und später in der Textilindustrie tätig. 1949 schloss er die Textilingenieurschule ab, 1955 bestand er die Staatsprüfung zum Gewerbelehrer in der Fachrichtung Textil und Leder an der Pädagogischen Hochschule für Gewerbelehrer in Wilhelmshaven.
Nachdem er auf dem Zweiten Bildungsweg das Abitur erlangt hatte, studierte Blankertz Philosophie, Pädagogik und Geschichte an der Universität Göttingen, wo er 1958 bei Erich Weniger zum Dr. phil. promoviert wurde; in Göttingen lernte er bereits, damals als Kommilitonen, Wolfgang Klafki, Theodor Schulze, Wolfgang Kramp und Klaus Mollenhauer kennen. Danach war er von 1959 bis 1963 als Dozent für Berufspädagogik am Pädagogischen Institut der Universität Hamburg tätig. 
Nach der Habilitation in Allgemeiner Pädagogik 1962 an der Wirtschaftshochschule Mannheim wurde Blankertz Professor für Philosophie an der Pädagogischen Hochschule in Oldenburg, danach ordentlicher Professor für Wirtschaftspädagogik an der Freien Universität Berlin (1964–1969). Ab 1969 hatte er einen Lehrstuhl für Pädagogik und Philosophie an der Westfälischen Wilhelms-Universität in Münster inne. Seit 1972 leitete er die Wissenschaftliche Begleitung der Kollegstufe Nordrhein-Westfalen. Zu seinen bekanntesten Schülern gehören Hilbert Meyer, Andreas Gruschka, Dieter Lenzen, Frank Achtenhagen, Adolf Kell und Günter Kutscha.
Blankertz starb 1983 an den Folgen eines Verkehrsunfalls.

## Familie
Herwig Blankertz ist Vater des Gestalttherapeuten und Publizisten Stefan Blankertz.

## Schriften
- Berufsbildung und Utilitarismus. Problemgeschichtliche Untersuchungen. Schwann, Düsseldorf, 1963.
- Arbeitslehre in der Hauptschule. Neue deutsche Schule Verlagsgesellschaft, Essen 1967.
- Theorien und Modelle der Didaktik. Juventa, München 1969.
- Bildung im Zeitalter der großen Industrie. Pädagogik, Schule und Berufsbildung im 19. Jahrhundert. Schroedel, Hannover, 1969.
- Die Geschichte der Pädagogik. Von der Aufklärung bis zur Gegenwart. Büchse der Pandora, Wetzlar 1982, ISBN 3-88178-055-6.
- Berufsausbildung im 19. Jahrhundert und die Anfänge der Berufsschule Eine Vorlesung zur Genese des Berufsschulwesens. Budrich, Opladen 2024, ISBN 978-3-8474-3047-6. (Digitalisat, PDF)